# Sergei Nikolajewitsch Starostin

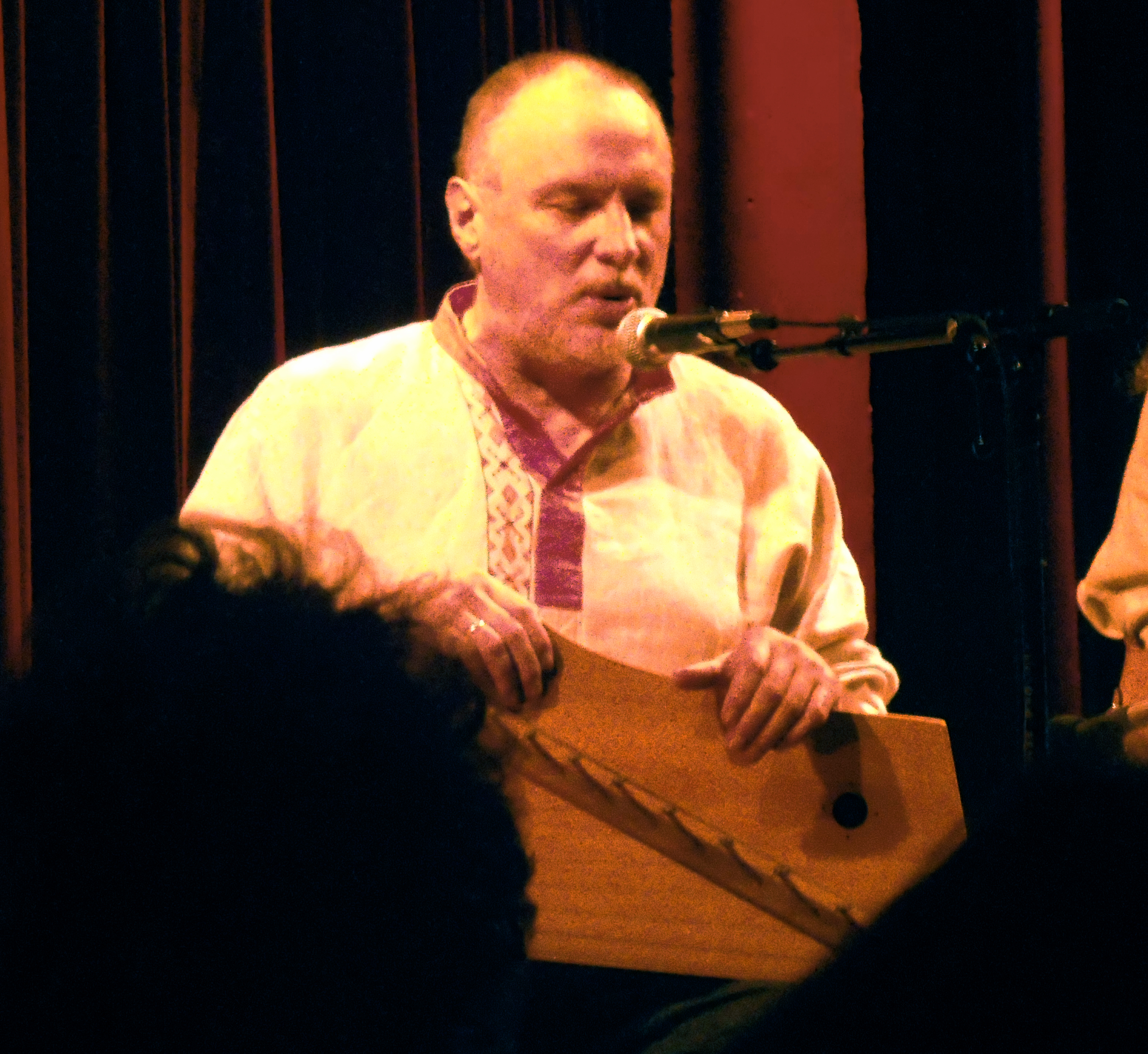
Sergei Starostin 2011

Sergei Nikolajewitsch Starostin (russisch Сергей Николаевич Старостин, in englischer Transkription und auf den Schallplattencovers immer Sergey Starostin; * 1. Januar 1956 in Moskau) ist ein russischer Jazz- und Weltmusikklarinettist und -sänger.
Starostin war Mitglied in einem Kinderchor und studierte von 1976 bis 1981 Klarinette am Moskauer Konservatorium. Auf Reisen durch die Sowjetunion sammelte er Erzählungen, Volksmusik und traditionelle Volksinstrumente. Seit 1982 gab er Seminare für Gesang und traditionelle Blasinstrumente. 1987 erhielt er eine eigene Rundfunksendung, in der er Volksmusik vorstellte, seit 1991 leitete er auch eine TV-Sendung.
In der Sowjetunion wurde Starostin mit den Farlanders bekannt, einer Folk-Rock-Band, die er gemeinsam mit der Sängerin Inna Schelannaja leitete. 1990 schloss er sich dem Duo Michail Alperin / Arkady Shilkloper an, mit dem er das Moscow Art Trio bildet.
Daneben arbeitete Starostin mit der samischen Sängerin Mari Boine (Winter In Moscow), dem Musikensemble Bylina, dem Folkquartett Slawitschi, dem Volksmusiktheater Bratschina und der A-cappella-Formation Kasatschi Klub zusammen. 1995 nahm er unter Leitung von Alperin mit dem südsibirischen Ensemble Huun Hur-Tu und dem bulgarischen Frauenchor Angelite das Album The Bulgarian Voices – Fly Fly My Sadness auf. 1999 entstand beim Edinburgh Arts Festival mit Angelite in der Grey Friars Kirk das Livealbum Sergey Starostin’s Vocal Family – Journey.

## Diskographie
- Prayer (1996)
- Folk Dream (1995)
- Hamburg Concert (1996)
- Music (1997)